# Hilton McConnico
Joseph Hilton McConnico est un designer et artiste américain né à Memphis (Tennessee) le 13 mai 1943 et mort le 29 janvier 2018.
Il vivait à Bagnolet et travaillait à Paris depuis 1965. 

## Biographie

### Jeunesse
Après une exposition, à 14 ans, dans sa ville natale, il fonde, à 17 ans, une maison de couture spécialisée dans les robes de bal et vêtements princiers, travaille pour une boutique new-yorkaise. La directrice de Vogue New York lui conseille la chambre syndicale de la couture parisienne pour ajouter « une touche européenne ».

### Formation
Attiré par le dessin plus que la couture, il quitte l'école, rencontre des stylistes comme Ted Lapidus, à Paris, à 22 ans puis Yves Saint Laurent. Il réalise les décors et les costumes du court métrage de Bob Swaim, Vive les Jacques, Diva de Jean-Jacques Beineix, Tout feu, tout flamme de Jean-Paul Rappeneau ou Vivement dimanche !, de François Truffaut, dont il réalise les décors en noir et blanc. Il reçoit un césar pour les décors de La Lune dans le caniveau de Beineix. 

### Carrière
Il réalise des publicités, dans les années 1980, pour Renault, Côte d'Or, Philips, Esso. Il fait la scénographie d'une exposition sur le thème de l'arche de Noé au Champ-de-Mars (Paris). Jean-Louis Dumas lui demande ensuite de réaliser des expositions pour la marque Hermès, en 1989. En 1990, le Memphis Brooks Museum of Art propose une rétrospective de 30 années de création d'Hilton McConnico. Il collabore avec la maison Daum, en 1987, « Cactus » dessinée est offerte par François Mitterrand à George H. W. Bush, lors d'une visite officielle. Il est le premier Américain acquis par la collection permanente du Musée national des arts décoratifs[réf. nécessaire].
Malgré la maladie de Parkinson, depuis les années 1990, il décore le restaurant Toupary au dernier étage de la Samaritaine, les musées Hermès, à Ginza - Tokyo, conçu par Renzo Piano, et à Séoul, conçu par Rena Dumas, inauguré en novembre 2006. Depuis 2004, il travaille avec les galeries Daniel Besseiche, MAAD, Cristal Saint Louis, soutenu par son assistant Roland Soetaert. En 2005, Maison et Objets - Scènes d'Intérieur présente un panel de ses créations design et « déco » sélectionnées par l'artiste lui-même. En 2007, Hermès présente la nouvelle scénographie/exposition de Hilton McConnico. Le lustre Extravagance, créé pour les cristalleries de Saint Louis, est mis à l'honneur dans un livre de collection de Bernard Chauveau Éditeur. En 2008, il crée pour la société Airdiem un narguilé au chéchia.
En 2009, il produit avec Formia International des œuvres en verre de Murano et illustre le Tarot des filles, en collaboration avec Alice Bensimon. Il fait aussi des Éditions d'Art de la Maison Lampe Berger.